# La Pantera Rosa torna a atacar
La Pantera Rosa torna a atacar (títol original en anglès The Pink Panther Strikes Again) és una pel·lícula britànico-estatunidenca dirigida per Blake Edwards, estrenada el 1976 i doblada al català.

## Argument
El comissari Dreyfus s'ha enfonsat en la bogeria per la poca traça de Clouseau, el seu subordinat (vegeu pel·lícules precedents), i ha estat internat en una clínica psiquiàtrica. Considerat curat, està a punt de ser alliberat. Desgraciadament, una catastròfica visita de Clouseau el fa recaure en la bogeria i tornar-se un perillós criminal. Dreyfus segresta un savi, inventor d'un raig làser mortífer, i amenaça de servir-se'n si Clouseau no és eliminat ràpidament. Agents secrets de tots els països són encarregats pels seus governs de matar Clouseau...

## Al voltant de la pel·lícula
La cançó "Until you love me" (Henry Mancini / Don Black) és interpretada per Michael Robbins.
La cançó "Come to me" (Henry Mancini / Don Black) és interpretada per Tom Jones.
La pel·lícula és trufada de referències cinematogràfiques. En l'únic dibuix animat dels crèdits, es poden veure referències a Alfred Hitchcock Presents, Batman, Somriures i llàgrimes, Cantant sota la pluja i Sweet Charity.

## Repartiment
- Peter Sellers: Comissari Divisionari Jacques Clouseau
- Herbert Lom: Ex-Comissari Divisionari Charles Dreyfus
- Lesley-Anne Down: Olga Bariosova, l'espia rus
- Burt Kwouk: Cato Fong
- Colin Blakely: Alec Drummond
- Leonard Rossiter: Superintendent Quinlan
- André Maranne: Inspector François Chevalier
- Byron Kane: Secretari d'estat Henry Kissinger
- Dick Crockett: President Gerald Ford
- Richard Vernon: Professor Hugo Fassbender
- Briony McRoberts: Margo Fassbender
- Dudley Sutton: Hugh McClaren
- Hal Galili: Danny Salvo
- Robert Beatty: l'almirall
- Omar Sharif: l'espia egipci

## Premis i nominacions

### Premis
- 1978: Evening Standard British Film Award a la millor comèdia
- 1977: Premi Guild of America a la millor comèdia

### Nominacions
- 1977: Oscar a la millor música original per a Henry Mancini i Don Black
- 1977: Globus d'Or a la millor pel·lícula musical o còmica i Globus d'Or al millor actor musical o còmic per Peter Sellers

## Al voltant de la pel·lícula
- Aquesta pel·lícula és el cinquè episodi d'una sèrie de nou pel·lícules:

1. 1963: La Pantera Rosa de Blake Edwards
2. 1964: A Shot in the Dark de Blake Edwards
3. 1968: Inspector Clouseau de Bud Yorkin
4. 1975: The Return of the Pink Panther de Blake Edwards
5. 1976:  La Pantera Rosa torna a atacar  de Blake Edwards
6. 1978: Revenge of the Pink Panther de Blake Edwards
7. 1982: Trail of the Pink Panther de Blake Edwards
8. 1983: La maledicció de la Pantera Rosa de Blake Edwards
9. 1993: Son of the Pink Panther de Blake Edwards